# Lafarre (Haute-Loire)
Lafarre é uma comuna francesa na região administrativa de Auvérnia-Ródano-Alpes, no departamento de Alto Loire. Estende-se por uma área de 13,83 km². Em 2010 a comuna tinha 78 habitantes (densidade: 5,6 hab./km²).